# Kaliopi

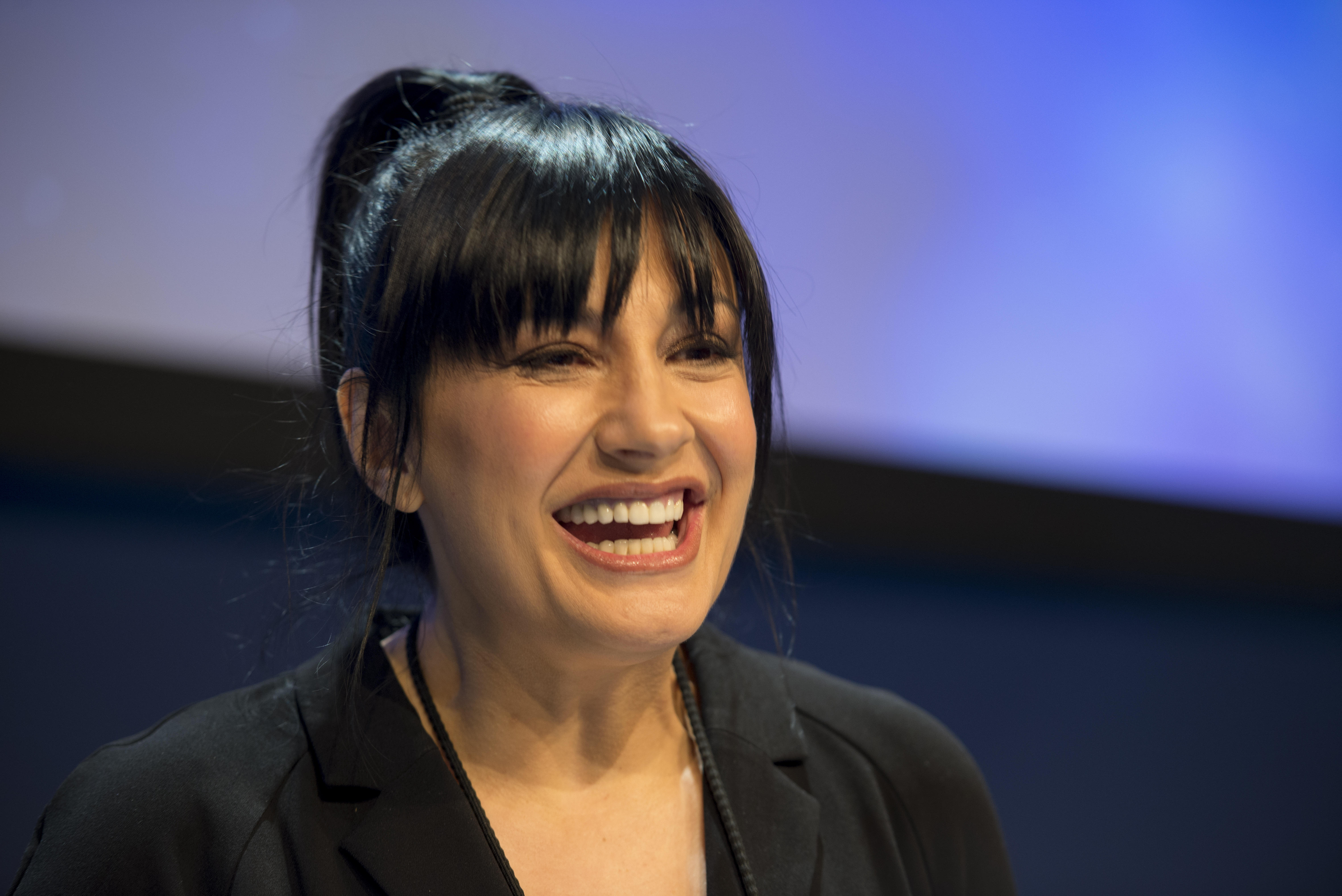
Kaliopi (2016)

Kaliopi Bukle (mazedonisch: Калиопи Букле; * 28. Dezember 1966 in Ohrid) ist eine mazedonische Rock- und Popsängerin.

## Leben und Wirken
Als Kind gewann sie bereits einen Gesangswettbewerb. Als Jugendliche bereiste sie ganz Jugoslawien als Mitglied eines Chores. In den 1980er Jahren wurde sie als Sängerin des Popduos Kaliopi im ganzen Land bekannt. Neben ihr fungierte ihr damaliger Lebensgefährte, der Komponist Romeo Grill in der Band. Nach zwei erfolgreichen Alben entschloss sich Kaliopi zu einer Solokarriere. Sie gewann 1996 mit ihrem selbstkomponierten Soulstück Samo ti den ersten mazedonischen Vorentscheid überhaupt zum Eurovision Song Contest, wurde aber in der Qualifikationsrunde herausgewählt und durfte daher beim Wettbewerb in Oslo nicht teilnehmen. 1999 erschien ihr erstes Soloalbum Oboi Me.
2009 gewann sie zusammen mit dem Sänger Naum Petreski den Popmusikwettbewerb Sunčane Skale mit dem Titel Rum, dum dum.
Makedonska Radio-Televizija bestimmte im November 2011, dass Kaliopi Mazedonien beim Eurovision Song Contest 2012 vertreten werden sollte. Mit dem rockigen Song Црно и бело («Schwarz und Weiß») gelang ihr der Einzug in das Finale, wo sie den 13. Platz belegte.
Sie wurde intern ausgewählt, Mazedonien auch beim Eurovision Song Contest 2016 in Stockholm mit dem Lied Dona zu vertreten. Sie belegte im zweiten Halbfinale mit 88 Punkten nur den elften Platz und schied damit vorzeitig aus.

## Privates
Kaliopi spricht neben Mazedonisch, Serbokroatisch und Englisch auch fließend Deutsch.

## Diskografie

### Alben
- 1986: Kaliopi (Band Kaliopi)
- 1987: Rodjeni (Band Kaliopi)
- 1999: Oboi Me
- 2001: Ako Denot Mi E Nok
- 2002: Najmila – Live and Unreleased
- 2003: Ne Mi Go Zemaj Vremeto
- 2005: Me, Isadora
- 2007: The Best Of
- 2008: Zelim Ti Reci
- 2009: Oblivion (mit Edin Karamazov)
- 2010: Poraka
- 2013: Melem

### Singles
- 2012: Crno i belo
- 2015: Mojot dom
- 2015: Poželi
- 2015: Jutro
- 2016: Dona
- 2016: Rodjendan